# The Vaselines
The Vaselines é uma banda de rock alternativo escocesa. Formada na cidade de Glasgow em 1986, originalmente como uma dupla com os compositores Eugene Kelly e Frances McKee, posteriormente entraram James Seenan e o irmão de Eugene, Charlie Kelly, no baixo e na bateria, respectivamente, da banda Secession.

## História
A banda foi formada em 1986, inicialmente como uma dupla apoiada por uma bateria eletrônica. Com a intenção original de criar um fanzine, o casal Kelly e McKee decidiu formar uma banda. Stephen Pastel, do The Pastels, sugeriu o nome. Depois de fazer suas primeiras apresentações, assinaram com a gravadora de Stephen, 53rd and 3rd, e gravaram o EP Son of a Gun com produção dele, lançado no verão de 1987.
Após o fim do relacionamento de Kelly e McKee, o grupo se desfez, porém fizeram uma breve reunião em 1990. Kelly fundou a banda Captain America (posteriormente renomeada para Eugenius após ameaças legais da Marvel Comics), que abriu para o Nirvana em sua turnê pelo Reino Unido.
Embora não fossem muito conhecidos fora da Escócia durante a curta carreira, sua associação com o Nirvana trouxe exposição para a banda. Kurt Cobain, vocalista do Nirvana, chegou a descrever Kelly e McKee como seus "compositores favoritos em todo o mundo". Com as canções "Son of a Gun" e "Molly's Lips" regravadas no álbum Incesticide e "Jesus Doesn't Want Me for a Sunbeam" regravada no MTV Unplugged in New York, a banda conquistou um novo público. No Festival de Reading de 1991, Kelly juntou-se ao Nirvana no palco para uma apresentação de "Molly's Lips". "Nunca ganhei nenhum dinheiro além dos direitos autorais [das regravações] do Nirvana", observou Kelly. "Foi o meu pedacinho de história no rock, mas foi uma sensação estranha porque naquela época eu estava buscando reconhecimento com outras bandas. Ainda não consegui aceitar isso, embora tenha me permitido continuar tocando e conseguir uma hipoteca sem precisar de emprego".
A história dos Vaselines de 1986 ao início dos anos 1990 é abordada no documentário Teenage Superstars, de 2017, no qual McKee e Kelly aparecem.

## Discografia

### Álbuns
| Year | Title           | Label        | UK Indie Chart |
| ---- | --------------- | ------------ | -------------- |
| 1989 | Dum-Dum         | 53rd & 3rd   | -              |
| 2010 | Sex with an X   | Sub Pop      | -              |
| 2014 | V for Vaselines | Rosary Music | -              |

### Extended plays
| Year | Title        | Label      | UK Indie Chart |
| ---- | ------------ | ---------- | -------------- |
| 1987 | Son of a Gun | 53rd & 3rd | 26             |
| 1988 | Dying for It | 53rd & 3rd | 11             |